# Brit Awards 2019
Trzydziesta dziewiąta gala rozdania BRIT Awards, prestiżowych nagród wręczanych przez Brytyjski Przemysł Fonograficzny odbyła się w środę, 20 lutego 2019 roku na O2 Arenie w Londynie w Wielkiej Brytanii. Angielski komik i prezenter telewizyjny, Jack Whitehall został po raz drugi gospodarzem gali, o czym został to ujawnione 25 listopada 2018 roku. Miesiąc później strony internetowe ukazały projektanta statuetki, która została wręczona artystom podczas ceremonii, tanzańskiego rzeźbiarza, Davida Adjaye.
Laureatami aż dwóch statuetek podczas gali zostali brytyjski zespół pop rockowy The 1975 zwyciężając w kategoriach Najlepszy brytyjski zespół i Brytyjski album roku, sponsorowanej przez Mastercard, oraz szkocki DJ i producent Calvin Harris zdobywając takie nagrody, jak Najlepszy brytyjski singel, „One Kiss” z gościnnym udziałem Duy Lipy.

## Występy

### Pre-ceremonia
- Jess Glynne – „Thursday” (z albumu Always in Between)
- George Ezra – „Hold My Girl” (z albumu Staying at Tamara’s)
- Not3s i Mabel – „Fine Line”/„My Lover”
- Little Mix – „Think About Us” (z albumu LM5)
- Sam Fender – „Play God”

### Główna ceremonia
Artyści, którzy wystąpili podczas rozdania nagród, zostali potwierdzeni przez cały styczeń 2019 roku na oficjalnym koncie gali w serwisie Twitter.
- Hugh Jackman – „The Greatest Show” (ze ścieżki dźwiękowej do filmu Król rozrywki)
- George Ezra – „Shotgun” (z albumu Staying at Tamara’s)
- Little Mix (gościnnie Ms Banks) – „Woman Like Me” (z albumu LM5)
- Jorja Smith – „Don’t Watch Me Cry” (z albumu Lost and Found)
- Calvin Harris – „Giant” (gościnnie Rag’n’Bone Man), „Promises” (gościnnie Sam Smith), „One Kiss” (gościnnie Dua Lipa)
- Jess Glynne (gościnnie H.E.R) – „Thursday” (remix)
- The 1975 – „Sincerity is Scary” (z albumu A Brief Inquiry into Online Relationships)
- Pink – „Walk Me Home” (z albumu Hurts 2B Human)/„Just Like Fire” (ze ścieżki dźwiękowej do filmu Alicja po drugiej stronie lustra)/„Just Give Me a Reason” (gościnnie Dan Smith (Bastille), z albumu The Truth About Love)/„Try” (z albumu The Truth About Love)/„What About Us” (z albumu Beautiful Trauma)

## Nominacje
Podczas pre-ceremonii, pt. „The Brits Are Coming” mającej miejsce 12 stycznia 2019 potwierdzono nominacje.
| Brytyjski album roku | Najlepszy brytyjski singel |
| --- | --- |
| - The 1975 – A Brief Inquiry into Online Relationships - Anne-Marie – Speak Your Mind - Florence and the Machine – High as Hope - George Ezra – Staying at Tamara’s - Jorja Smith – Lost & Found | - Calvin Harris (gościnnie Dua Lipa) – „One Kiss” - Anne-Marie – „2002” - Clean Bandit (gościnnie Demi Lovato) – „Solo” - Dua Lipa – „IDGAF” - George Ezra – „Shotgun” - Jess Glynne – „I’ll Be There” - Ramz – „Barking” - Rudimental (gościnnie Jess Glynne, Macklemore i Dan Caplan) – „These Days” - Sigala (gościnnie Paloma Faith) – „Lullaby” - Tom Walker – „Leave a Light On” |
| Najlepsza brytyjska artystka | Najlepszy brytyjski artysta |
| - Jorja Smith - Anne-Marie - Florence Welch (Florence and the Machine) - Jess Glynne - Lily Allen                                                                                                | - George Ezra - Aphex Twin - Craig David - Giggs - Sam Smith |
| Najlepszy brytyjski przełomowy wykonawca | Najlepszy brytyjski zespół |
| - Tom Walker - Ella Mai - Idles - Jorja Smith - Mabel | - The 1975 - Arctic Monkeys - Gorillaz - Little Mix - Years and Years |
| Najlepszy brytyjski producent | Wybór krytyków |
| - Calvin Harris | - Sam Fender - Lewis Capaldi - Mahalia |
| Najlepsza artystka międzynarodowa | Najlepszy artysta międzynarodowy |
| - Ariana Grande - Camila Cabello - Cardi B - Christine and the Queens - Janelle Monáe | - Drake - Eminem - Kamasi Washington - Shawn Mendes - Travis Scott |
| Najlepszy zespół międzynarodowy | Najlepszy brytyjski teledysk |
| - The Carters (Beyoncé i Jay-Z) - Brockhampton - Chic - First Aid Kit - Twenty One Pilots | - Little Mix (gościnnie Nicki Minaj) – „Woman Like Me” - Calvin Harris (gościnnie Dua Lipa) – „One Kiss” - Clean Bandit (gościnnie Demi Lovato) – „Solo” - Dua Lipa – „IDGAF” - Liam Payne (gościnnie Rita Ora) – „For You” |
| Nagroda za międzynarodowy sukces | |
| - Wybitny wkład muzyczny: Pink - Światowy sukces: Ed Sheeran | |

## Wielokrotne nominacje i nagrody
| Artysta                  | Liczba nominacji |
| ------------------------ | ---------------- |
| Anne-Marie               | 4                |
| Dua Lipa                 | 4                |
| Jess Glynne              | 4                |
| George Ezra              | 3                |
| Jorja Smith              | 3                |
| The 1975                 | 2                |
| Calvin Harris            | 2                |
| Clean Bandit             | 2                |
| Dan Caplen               | 2                |
| Demi Lovato              | 2                |
| Florence and the Machine | 2                |
| Little Mix               | 2                |
| Macklemore               | 2                |
| Rita Ora                 | 2                |
| Rudimental               | 2                |
| Tom Walker               | 2                |